# Kościół Wniebowzięcia Najświętszej Maryi Panny w Kamieniu Pomorskim
Kościół Wniebowzięcia Najświętszej Maryi Panny w Kamieniu Pomorskim – zabytkowy kościół barokowy w Kamieniu Pomorskim. 

## Historia
pierwszy kościół w tym miejscu powstał w XIII wieku w miejscu książęcego grodu Gryfitów. Ufundowany został przez kamieńskich mieszczan. Pierwsza wzmianka o jego istnieniu pochodzi z 1297 roku. 
W średniowieczu pełnił funkcję miejskiego kościoła filialnego katedry św. Jana Chrzciciela. Dwukrotnie spłonął: w 1308 i 1483 roku. Odbudowany został w 1619 roku z przeznaczeniem na luterańską kaplicę pogrzebową. W 1743 roku uległ zniszczeniu na skutek silnego sztormu na Zalewie Kamieńskim. Około roku 1755 roku (lub w roku 1750) został odbudowany w stylu barokowym. W XIX wieku był użytkowany jako szpital i magazyn. Po II wojnie światowej został zamknięty. W latach 1960–1970 użytkowany do celów świeckich, a do 1993 funkcjonował jako sala estradowa domu kultury. Później przywrócono mu funkcje sakralne. Ponownie kościół został poświęcony 8 września 1996 przez arcybiskupa Mariana Przykuckiego.

## Opis
Jest to kościół pokryty dachem dwuspadowym, wzniesiony na planie prostokąta, od wschodu zamknięty trójstronnie. Od strony zachodniej dobudowana jest dwukondygnacyjna wieża z dachem hełmowym pokrytym blachą miedzianą. 
Na środku wydzielonego prezbiterium znajduje się obraz przedstawiający wniebowzięcie Najświętszej Maryi Panny. Pod nim jest tabernakulum udekorowane Chrystogramem. Po prawej stronie znajduje się drewniany krucyfiks, z lewej stoi figura Matki Bożej Fatimskiej. 